# Nürnberg–München nagysebességű vasútvonal
A Nürnberg–München nagysebességű vasútvonal egy kétvágányú, 15 kV, 16,7 Hz-cel villamosított, 170,8 km hosszú nagysebességű vasútvonal Németországban Nürnberg és München között. A vonal két részből áll: München és Ingolstadt között a már korábban megépült hagyományos pályát újították fel. A maximális sebesség itt 200 km/h. Ingostadtól új nagysebességű betonlemezes vasúti pálya épült Nürnbergig, részben az A9-es autópályával párhuzamosan. Itt a maximális sebesség 300 km/h. A vonalon több jelentős alagút is található, összesen kb. 27 km hosszan. A vonal része a transzeurópai vasúthálózatnak.

## Története
München és Ingolstadt között 1867-ben indult meg a közlekedés. Tovább Nürnberg felé csak jókora kerülővel lehetett továbbutazni Augsburgon keresztül. Már a megnyitás utáni években felmerült egy közvetlen összeköttetés Nürnberg felé. A munkálatok csak 1986-ban indultak meg. A teljes befejezésre 2006-ig kellett várni.

## Forgalom
A vonalon München és Ingolstadt között személy- és teherforgalom, Ingolstadt és Nürnberg között csak személyszállítás zajlik, ICE 3 motorvonatok és DB 101 sorozat által vontatott nagysebességű ingavonatok közlekednek rajta. Itt közlekedik Németország két leggyorsabb regionális vonata, a München–Nürnberg-expressz és az Allersberg-Express is.

## Képgaléria

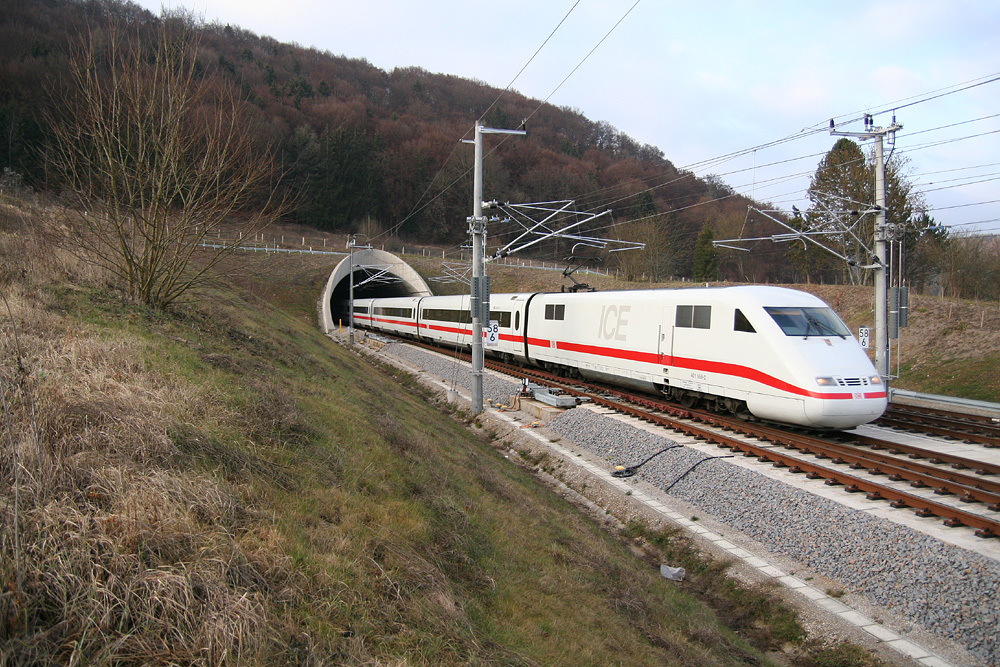
Egy ICE 1 motorvonat 250 km/h sebességgel Kinding közelében
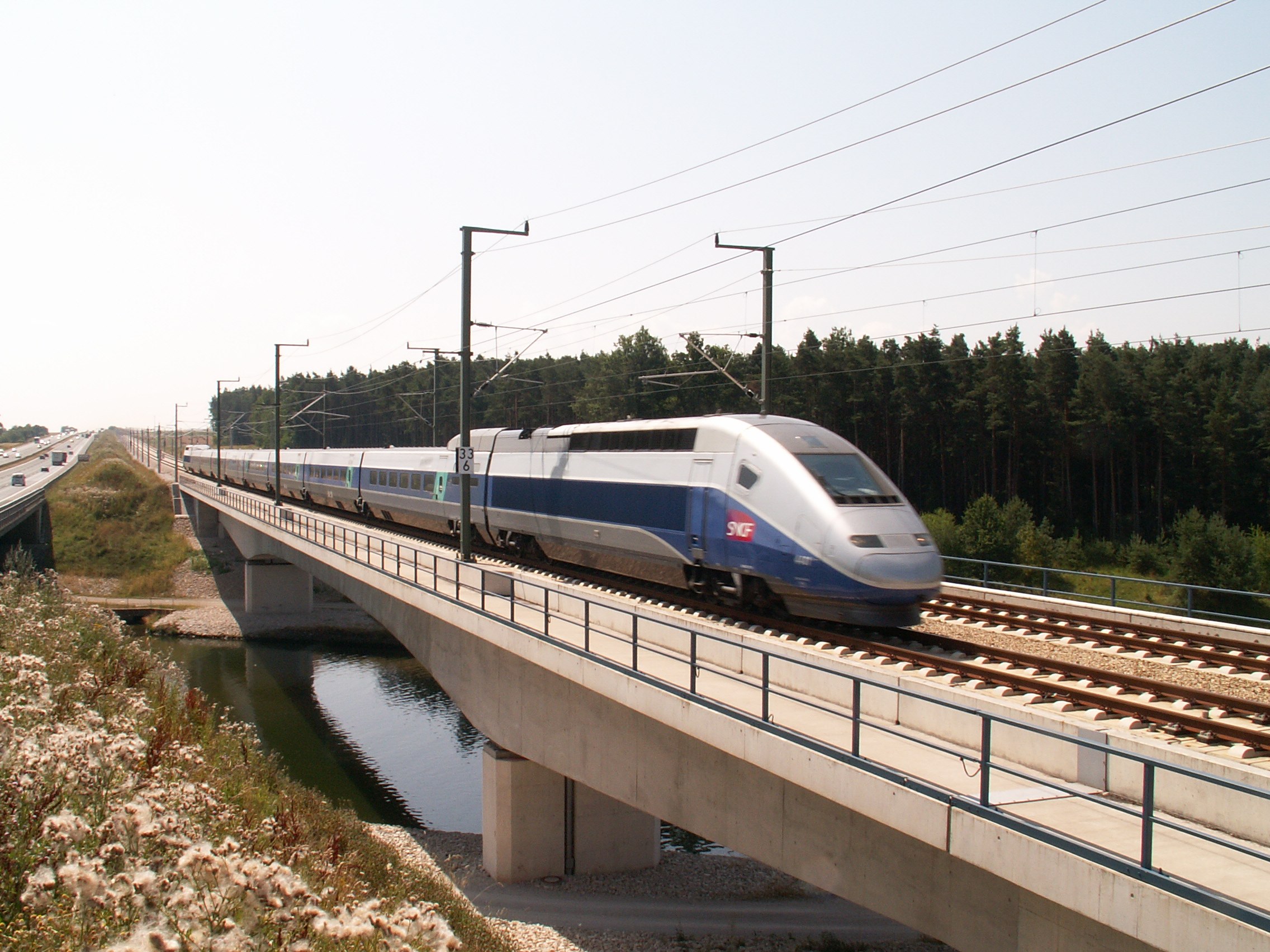
A francia SNCF TGV motorvonata 2006 júliusában 330 km/h sebességgel egy sebességteszt során
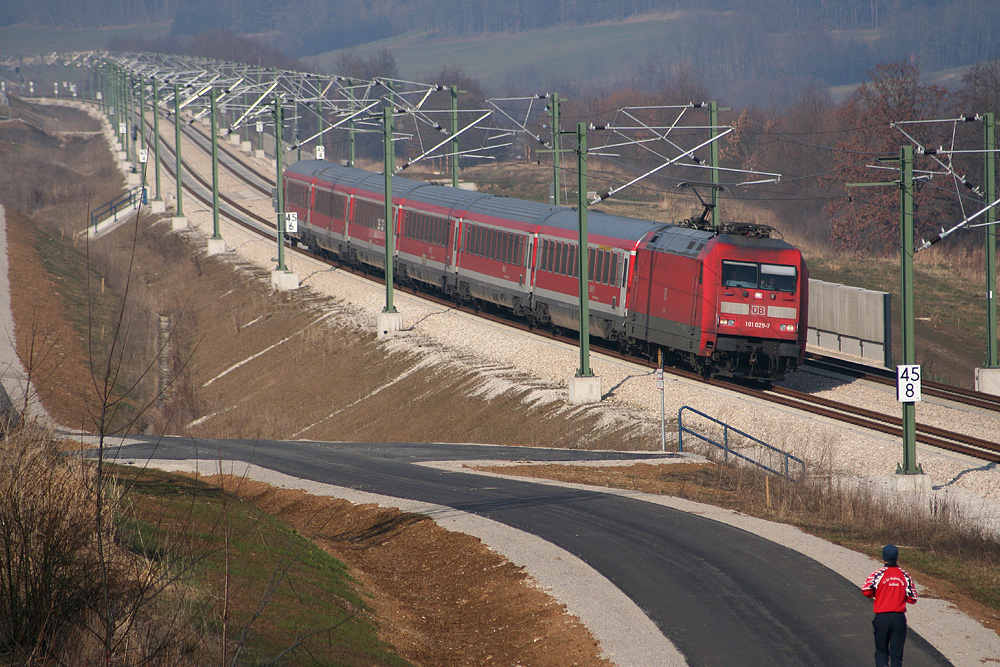
A München-Nürnberg-expressz nevű regionális vonat 200 km/h sebességgel